# Regionaler Pfennig
Nach der „Periode des überregionalen Pfennigs“ von der Mitte des 8. bis zur Mitte des 10. Jahrhunderts, der noch der Münzreform Karls des Großen folgte, begann die Zeit des regionalen Pfennigs. Mit der zunehmenden Vergabe des Münzregals an andere Münzstände bildeten sich unterschiedliche Pfennigtypen heraus. Zu den Münzständen mit eigenem Münzregal gehörten vor allem auch die Städte, die ein besonderes Maß an Unabhängigkeit, zum Teil sogar Reichsunmittelbarkeit erlangten. Teilweise wurde einer Lokalisierung des Münzwesens aber durch den Zusammenschluss mit anderen Städten zu Münzvereinen entgegengewirkt, in deren Münzverträgen Standards für das Gewicht und vor allem den Feingehalt (Münzfuß) festgelegt wurden, die nicht unterschritten werden durften, um eine uneingeschränkte Konvertibilität der Münzen innerhalb des Vertragsgebiets zu gewährleisten. In den späteren Jahrhunderten wurden größere und werthaltigerere Nominale, wie der Groschen (grossus) und im Alpenraum der Kreuzer eingeführt. Damit sank der Pfennig von einer Haupt- und zugleich Kurantmünze, zu einer Klein- und Scheidemünze herab. Vereinheitlichungsversuche konzentrierten sich auf die neuen, größeren Nominale und nicht mehr auf den Pfennig, der eine grundsätzlich nur regional bedeutsame Landmünze blieb. In Deutschland wurde der Pfennig erst im 19. Jahrhundert wieder erfolgreich vereinheitlicht, zunächst durch die preußische Kleinmünzenreform von 1821 für die verschiedenen Kleinmünzensysteme der preußischen Provinzen, darüber hinaus erst durch das zweite Reichsmünzgesetz im Jahr 1873.
Zu den wichtigsten Regionalen Pfennigen gehören der Sachsenpfennig, auch Wendenpfennig genannt, sowie der Otto-Adelheid-Pfennig, deren jeweils frühesten Prägungen noch dem karolingischen Standard folgten. Vor allem die späteren Sachsenpfennige und weitere Regionale Pfennige, wie der Regensburger Pfennig, der Wiener Pfenning, der Friesacher Pfennig oder der Krainer Pfennig, entfernten sich immer weiter von ihrem karolingischen Vorbild. Damit war keine Einheitlichkeit in Gewichten und Feingehalt mehr gegeben, wie sie das karolingische Münzsystem zuvor noch besessen hatte. Der Wert eines Pennys oder Denars begann von Region zu Region zu variieren, wobei Münzen aus verschiedenen Regionen nicht mehr den gleichen Wert hatten.

## Bildergalerie

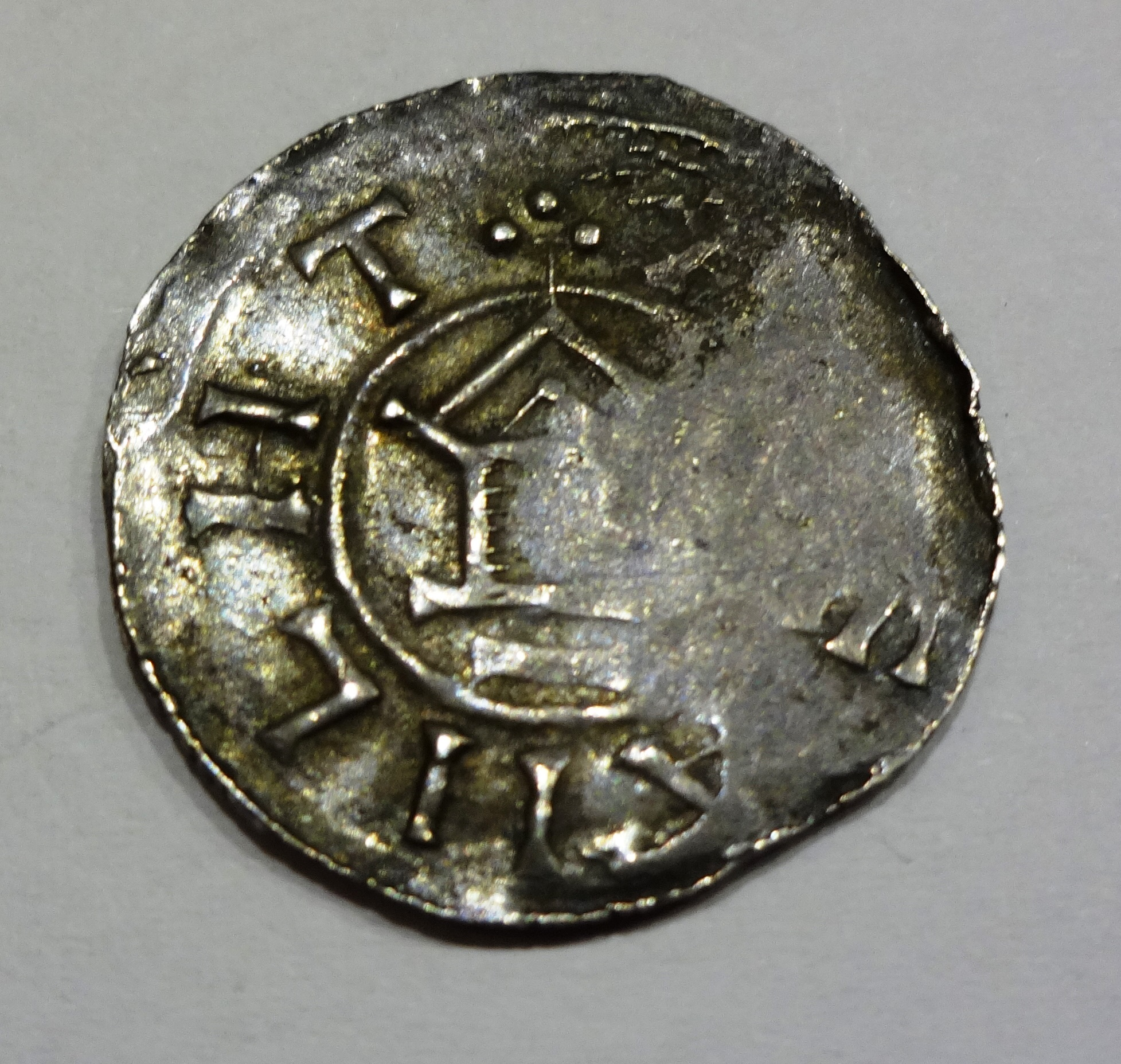
Otto Adelheid Pfennig, Revers, Münzstätte Goslar
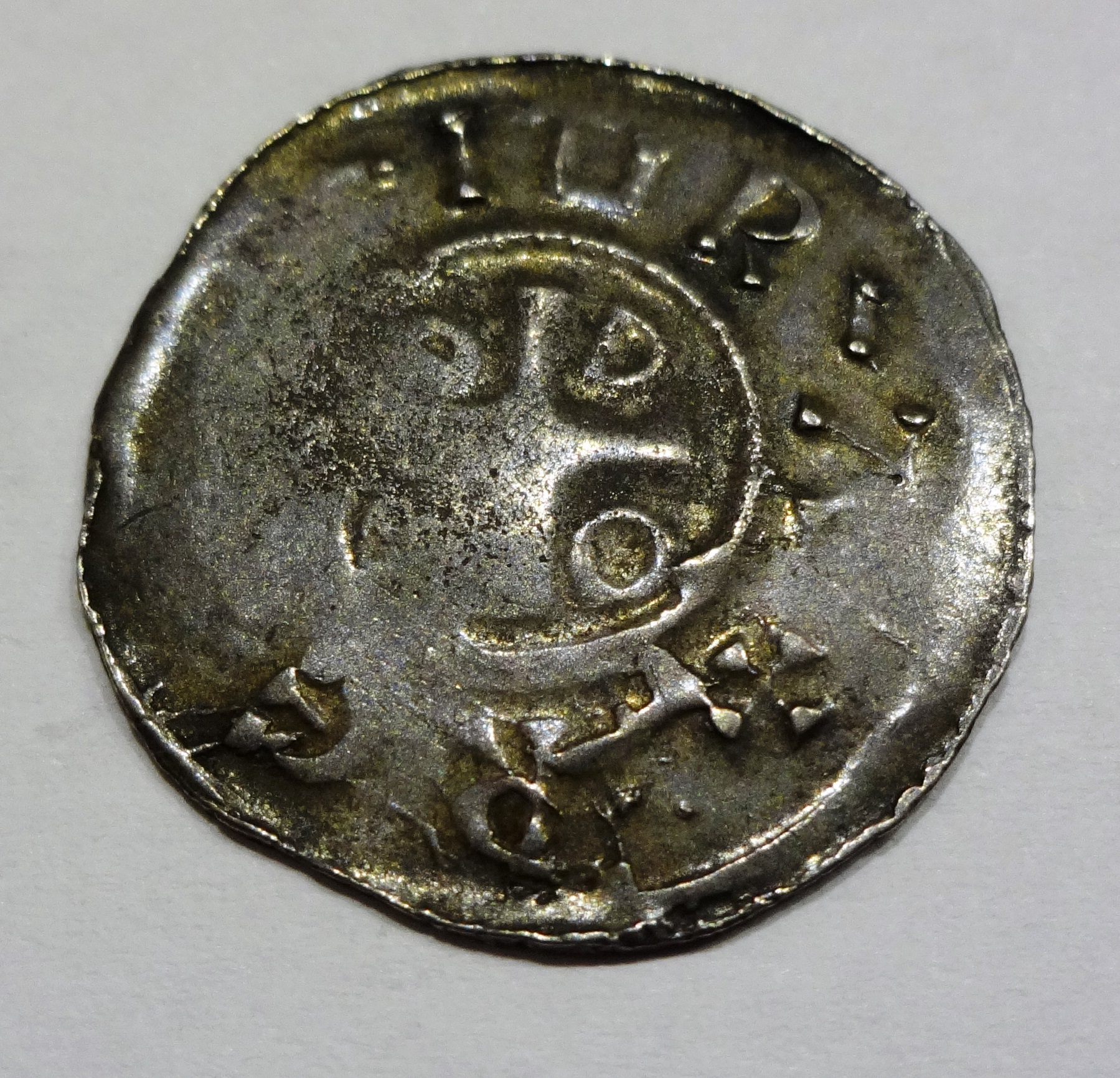
Otto Adelheid Pfennig, Avers, Münzstätte Goslar
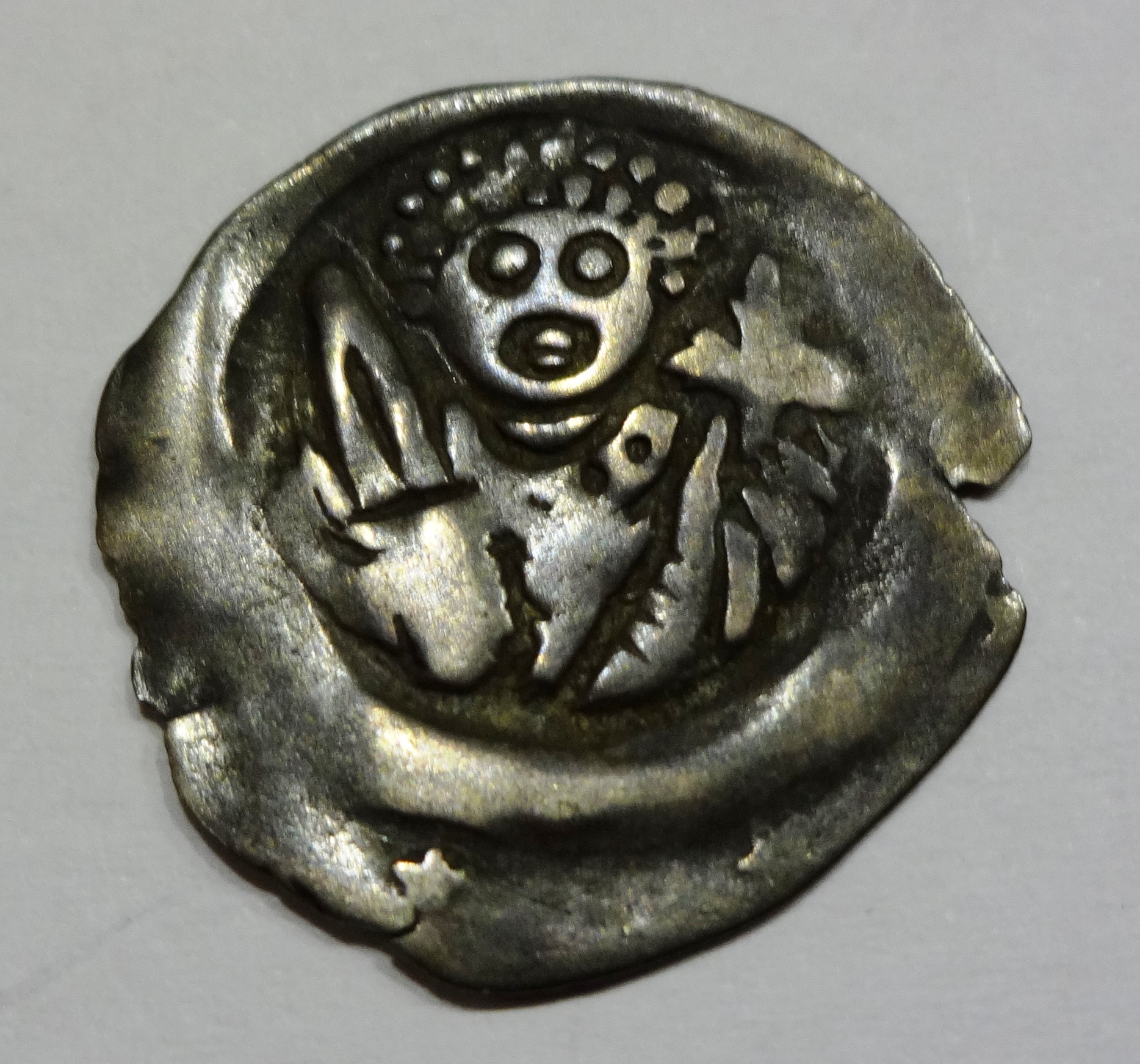
Regensburger Pfennig, 13. Jahrhundert, Ex-Sammlung Dr. Robert Friedingen-Pranten
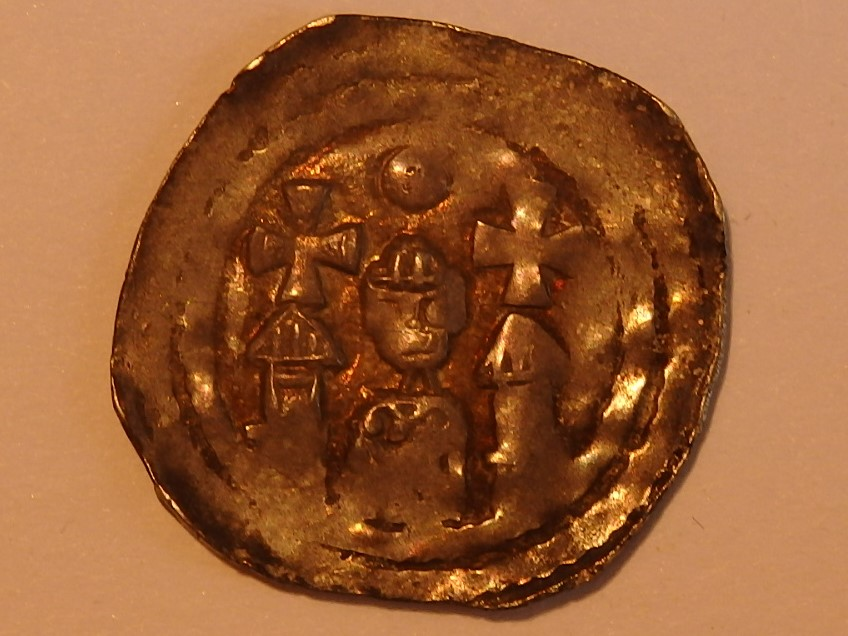
Krainer Pfennig, 13. Jahrhundert (1218–51)
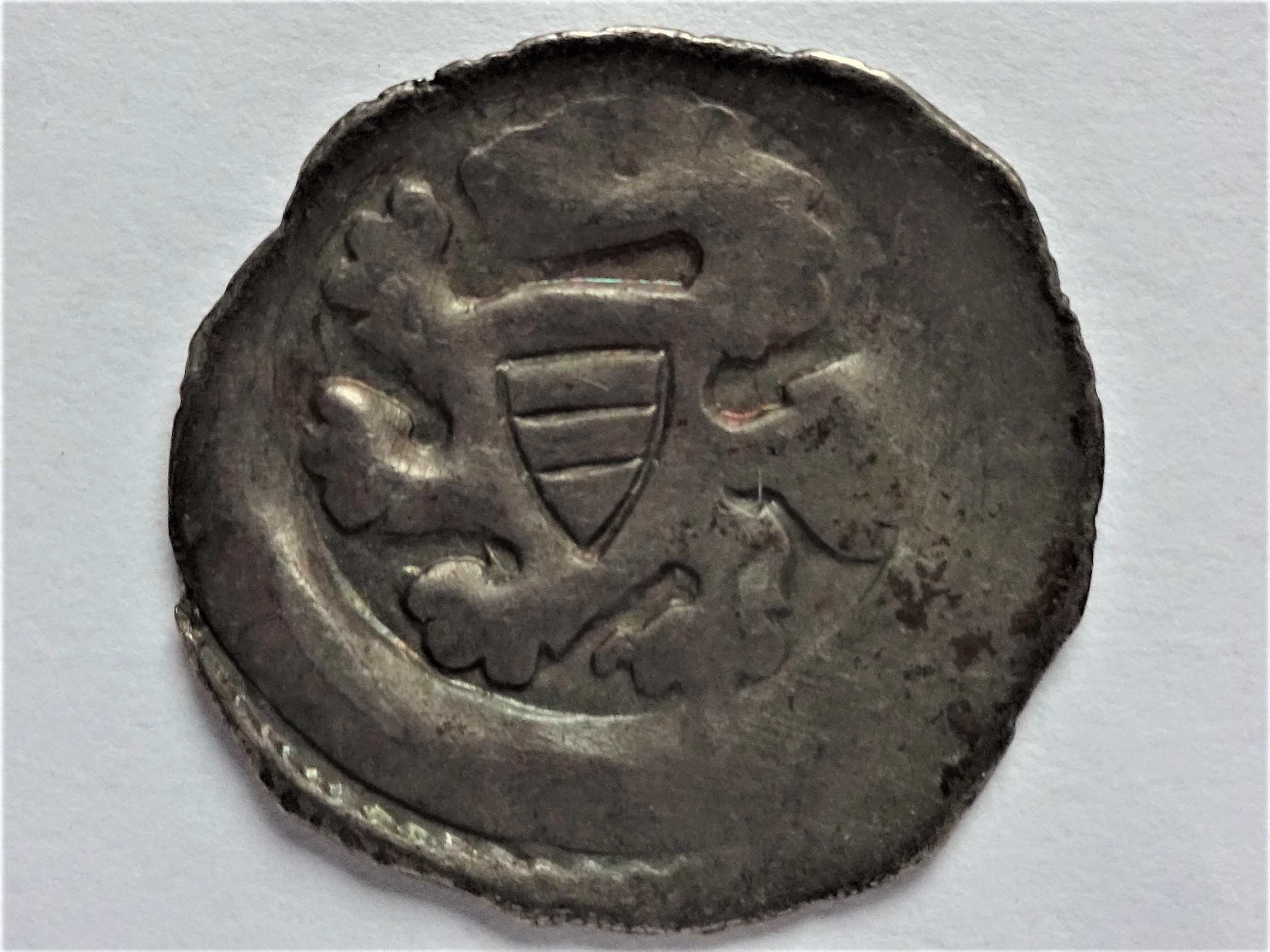
Wiener Pfennig, Löwe mit Brustschild, 14. Jahrhundert
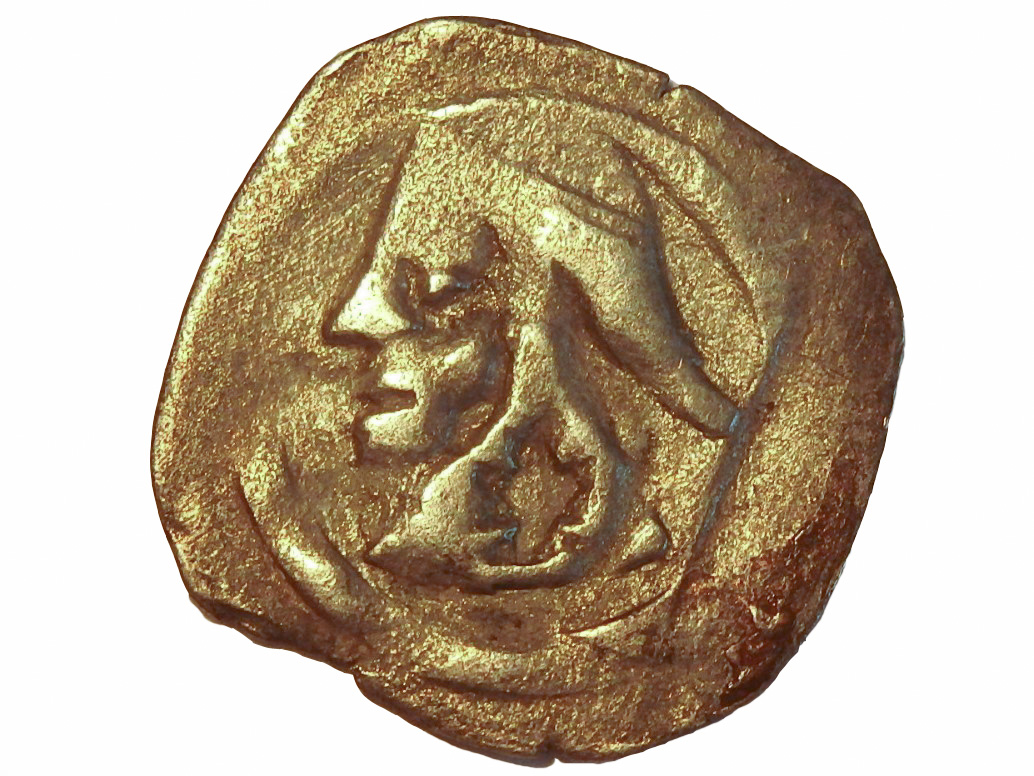
Münchner Pfennig, 14. Jahrhundert (1349–75)
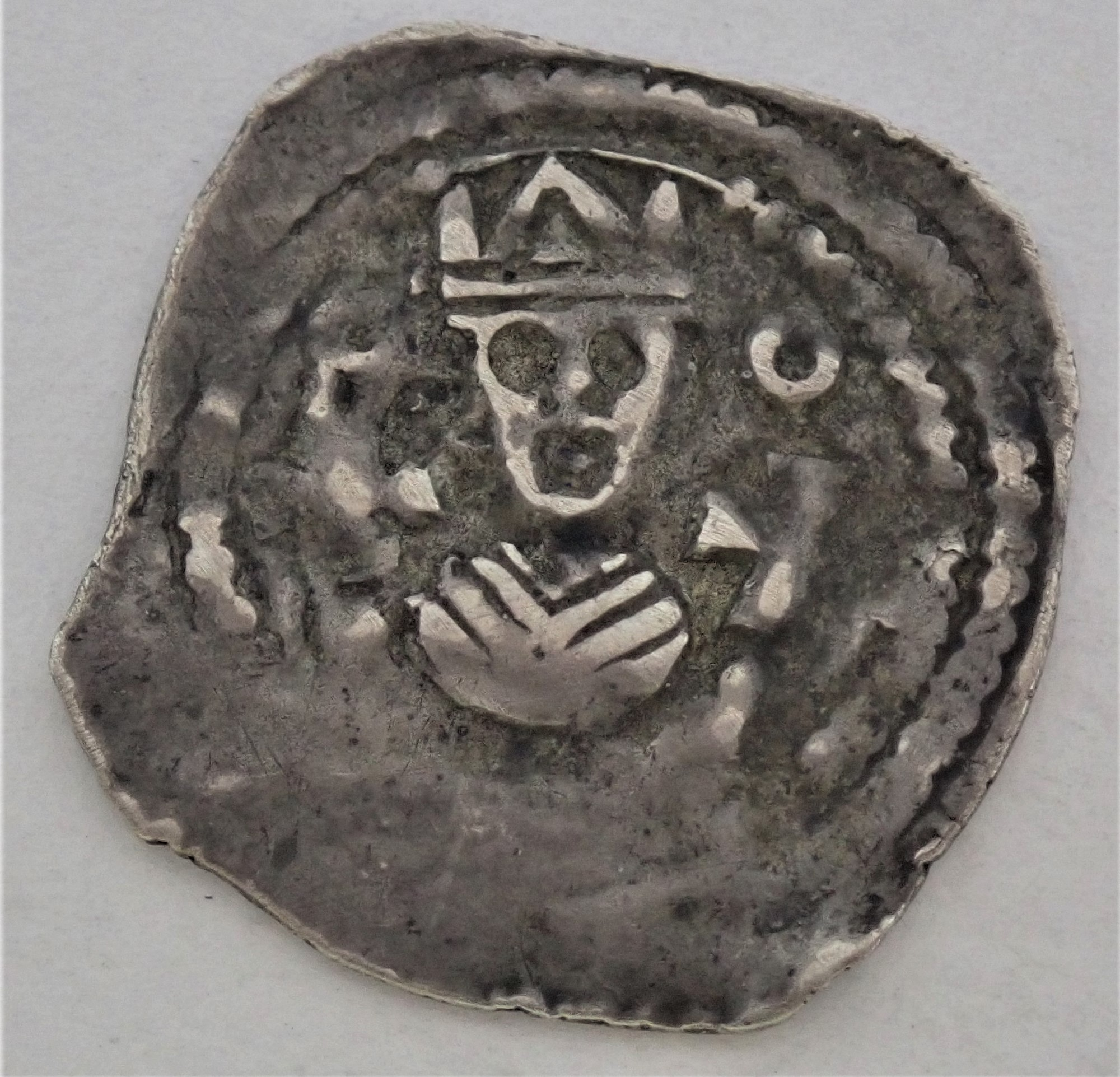
Friesacher Pfennig für Salzburg, Bischof, Avers
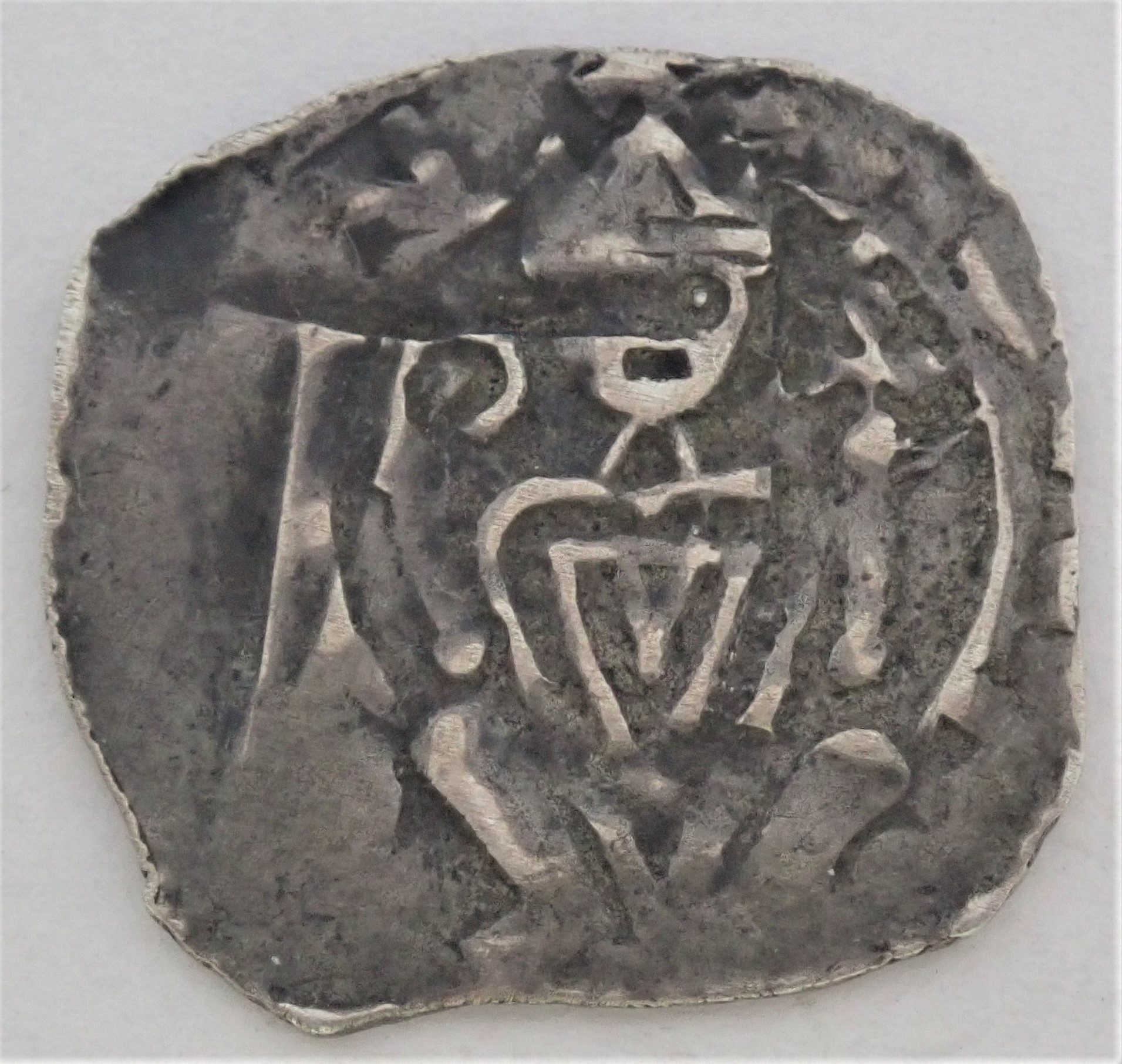
Friesacher Pfennig für Salzburg, Revers